# محمد بن علي العيثان
محمّد بن علي بن إبراهيم آل عيثان الأحسائي (ق. 1726 - ق. 1803 م) (ق. 1138 - ق. 1218 هـ) فقيه جعفري وشاعر وناسخ كتب أحسائي من أهل القرن الثاني عشر الهجري/ الثامن عشر الميلادي، عاش معظم حياته في بلاد فارس. ولد في بلدة القارة بإيالة الأحساء العثمانية ونشأ بها في عائلة معروفة عربية. تعلم بها أولًا ثم ذهب إلى العراق ثم بلاد فارس فتعلم على علمائها الجعفريين. قضى حياته في شيراز وفيروز آباد في الدولة الزندية منذ عقد 1750 حتى وفاته بها أيام الدولة القاجارية. وكان أخباري. له أشعار ضاع معظمه.

## سيرته
هو محمد بن علي بن إبراهيم بن محمد بن حسين بن عيسى آل عيثان القاري الأحسائي. ولد حدود سنة 1138 هـ في بلدة القارة إيالة الأحساء ونشأ بها في عائلة معروفة. درس بها وأخد العلم وتلقى العلوم الشرعية فيها وفي العراق حتى أصبح من كبار علماء الجعفرية في عصره. قضى حياته بعد 1170 هـ/ 1757 م متنقلا بين وطنه وبلاد فارس في أواخر أيام الدولة الزندية وأوائل الدولة القاجارية، فسكن شيراز ومشهد.

كان يتبنّى مسلك الأخباريين تبعًا لمشائخه آل عصفور. من مشائخه يوسف بن أحمد بن إبراهيم آلعصفور الدرازي البحراني، وعبد علي بن أحمد آل عصفور، ومحمد بن أحمد آل عصفور. ويروي عنه عبد المحسن محمد بن مبارك ومحمد صادق الشيرازي وفتح علي زند الشيرازي وغيرهم.

توفي حوالي سنة 1218 هـ محتملًا في شيراز وله من الأبناء اثنان بهاء الدين وحسين.
وقد نسخ وتملك بعض الكتب، منه وسائل الشيعة ومنتهى المطلب. أثنى عليه ميرزا محمد النيسابوري وآغا بزرك الطهراني في طبقات أعلام الشيعة وقال:

## شعره
له شعر جيد وكان مقلا، في مواضيع مختلفة، ضاع معظمه.

## مؤلفاته
- الحاشية على كتاب مفاتيح الشرائع في الفقه، للفيض الكاشاني